# Mathieu Flamini
Pour les articles homonymes, voir Flamini.
Mathieu Flamini, né le 7 mars 1984 à Marseille, est un footballeur international français évoluant au poste  de milieu de terrain devenu homme d'affaires.

## Biographie

### Jeunesse et étude
Mathieu Flamini naît à Marseille. Il déclare avoir deux passions dans sa jeunesse : « Le football avec l’OM et l’environnement avec la mer et la montagne à proximité ». 

### Carrière de joueur

#### Olympique de Marseille (2003-2004)
Au centre de formation de l'Olympique de Marseille depuis son enfance, passant par toutes les catégories d'âge, Mathieu Flamini est lancé en Ligue 1 par Alain Perrin le 20 décembre 2003 contre Toulouse. Sa hargne et ses efforts lui donnent une place de titulaire pour la fin de la saison[non neutre] et il jouera 24 matches sous le maillot ciel et blanc en championnat. En Coupe UEFA, il fait partie de l'aventure qui conduira les coéquipiers de Didier Drogba à une place de finaliste contre le FC Valence.
Le 23 juillet 2004, Mathieu Flamini signe son premier contrat professionnel avec Arsenal. Bien qu'ayant donné son accord verbal à son club formateur durant la saison, il refuse l'offre de contrat de son formateur et entraîneur José Anigo, ce dernier parlant alors sur le site officiel du club de « belle trahison ».
En effet, il existe un flou qui menace la formation des jeunes joueurs français. Ceux-là ne peuvent en effet signer leur premier contrat pro avec un autre club du même pays… mais rien ne les empêche de signer dans un club d'un autre championnat. C'est ainsi que le Tribunal arbitral du sport (TAS) déboute l’Olympique de Marseille dans l’affaire Flamini. Le montant du transfert fixé par la FIFA (à savoir 480 000 €) est donc le seul montant perçu par l’OM, bien en deçà de la valeur du joueur.
Le TAS avait souligné que "dans leurs relations contractuelles, Flamini et l'OM s'étaient engagés à respecter les statuts et les règlements de la Ligue de football professionnel (LFP)" selon laquelle "à l'expiration du contrat stagiaire, le club est en droit d'exiger de l'autre partie la signature d'un contrat professionnel". Sauf que la "proposition de contrat envoyée par l'OM au joueur ne constituait qu'une simple déclaration d'intention et ne pouvait être assimilée à une offre de contracter, les éléments du futur contrat, tel que le salaire, n'y figurant pas".

#### Arsenal FC (2004-2008)
Mathieu Flamini fait ses débuts en championnat lors de la victoire 4-1 des siens contre Everton le 15 août 2004. Son temps de jeu augmente la saison suivante avec l'accumulation de joueurs blessés. Bien que milieu défensif de nature, Arsène Wenger n'hésite pas à l'utiliser au poste de défenseur latéral gauche pour pallier les blessures d'Ashley Cole, Gaël Clichy, Pascal Cygan et Lauren, entre autres. Il participe également à la campagne européenne en Ligue des Champions 2005-2006. 

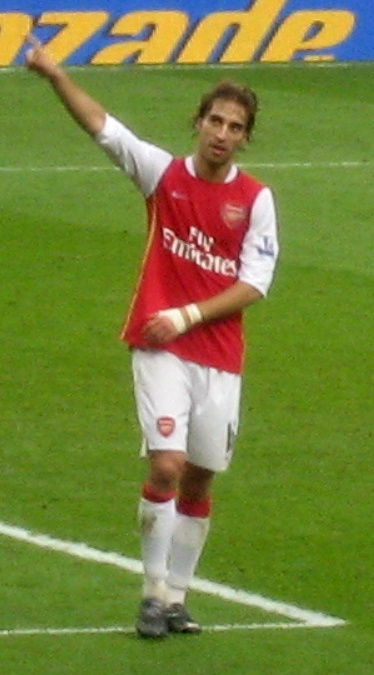
Mathieu Flamini avec Arsenal en 2007

Autre club, autre finale de Coupe d'Europe mais même résultat : Arsenal FC perd la finale contre le FC Barcelone de Ronaldinho au Stade de France. Mathieu Flamini rentre en jeu à la 76e minute, à la place de Cesc Fàbregas. Durant la saison 2006-2007, c'est lui qui marque le but de la victoire contre le Dinamo Zagreb lors du troisième tour préliminaire de la Ligue des Champions. Il marque aussi des buts importants contre Chelsea, les Blackburn Rovers et Liverpool en Premier League.
Flamini entretient de bons rapports avec les supporteurs d'Arsenal qui lui dédient sa propre chanson. En avril 2007, il déclare néanmoins qu'il quittera Arsenal à la fin de la saison, frustré par son faible temps de jeu. Cependant, après avoir parlé avec Arsène Wenger, notamment sur son repositionnement en défense, Mathieu Flamini décide finalement de rester à Arsenal alors que son entraîneur lui avait donné la permission de quitter les Gunners.
Sa dernière saison, en 2007-2008, est excellente, son association avec Fabregas étant fructueuse. Arsène Wenger essaie en vain de le prolonger, Flamini étant en effet déterminé à changer de championnat après que les dirigeants londoniens ne lui eurent pas accordé un renouvellement de contrat lors de la saison 2006-2007. L'international français joue 38 matches toutes compétitions confondues lors de sa dernière saison chez les Gunners, étant notamment le joueur courant le plus dans le championnat anglais (14 km en moyenne, soit 10 % de plus que les autres milieux). Il quitte Arsenal en ayant remporté un Community Shield en 2004 et une Cup en 2005.

#### AC Milan (2008-2013)

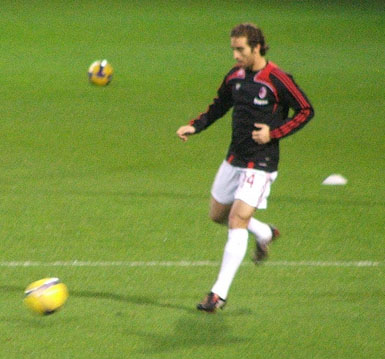
Mathieu Flamini à l'AC Milan.

Libre de tout engagement après quatre ans à Arsenal, Mathieu Flamini signe le 5 mai 2008 un contrat de quatre ans avec l'AC Milan. Il y porte le numéro 84, en référence à son année de naissance. Commençant la saison sur le banc, il est titularisé à la place de Gattuso, blessé vers le tiers de la saison. Cependant, l'arrivée de David Beckham le relègue à nouveau sur le banc. 
Mais, début mars, l'Anglais doit à son tour compenser la blessure de Kaká en jouant meneur de jeu, ce qui ramène le Français sur le flanc droit. Donnant presque toujours satisfaction à chacune de ses apparitions, Flamini est ensuite titularisé comme arrière droit lorsque Beckham retrouve son poste. Sa débauche d'énergie couplée à la technique de l'Anglais donne en fin de saison une forte activité, inhabituelle, sur le côté droit milanais, alors que le jeu des Rossoneri penchait auparavant sur le flanc gauche.
Le 21 août 2011 lors du Trophée Luigi Berlusconi, il est victime d'une rupture des ligaments croisés. Cette blessure l'a tenu éloigné des terrains pendant environ cinq mois.

#### Arsenal FC (2013-2016)
En août 2013, libre de tout contrat, Flamini quitte l'AC Milan et retrouve les Gunners d'Arsenal après les avoir quittés en 2008. Son retour au club est plutôt réussi avec 27 matchs joués, 2 buts dont  une nouvelle victoire en Cup contre Hull City (3-2), et une 4e place finale en championnat à seulement 7 points du champion Manchester City et en ayant longtemps été en tête. Pour le début de la saison 2014-15 il remporte un deuxième Community Shield contre les citizens (3-0). Mais durant cette saison, Mathieu Flamini joue moins au profit de Francis Coquelin qui lui est préféré devant la défense par Arsène Wenger.

#### Crystal Palace (2016-2017)
Le 8 septembre 2016, libre de tout contrat, le joueur s'engage avec Crystal Palace.

#### Getafe FC (2018-2019)
En janvier 2018, il s'engage à Getafe pour six mois, à l'issue desquels, il est laissé libre puis y retourne en février 2019 jusqu'à la fin de la saison.

### Carrière en sélection nationale (2007-2008)
Il intègre pour la première fois le groupe France pour la préparation du match amical contre l'Argentine du 7 février 2007. Raymond Domenech l'appelle pour suppléer le forfait sur blessure de Jérémy Toulalan. Il disparaît rapidement du groupe en raison d'une fin de saison difficile, mais réintègre le groupe France en début de saison suivante après s'être imposé dans son club. Mathieu Flamini honore finalement sa première sélection le 16 novembre 2007 pour la rencontre amicale contre le Maroc, au Stade de France, en remplaçant Jérôme Rothen à la 80e minute. Score final: 2-2.
Le 18 mai 2008, il est retenu dans la liste des 30 joueurs présélectionnés pour l'Euro 2008 mais, 10 jours plus tard, il sera écarté avec six autres joueurs de la liste définitive des 23. Cependant, le 2 juin, il est rappelé à Clairefontaine pour pallier l'éventuel forfait de Patrick Vieira qui tente de soigner une déchirure à la cuisse gauche. À la suite du non-rétablissement du capitaine de l'équipe de France, Flamini ne dispute finalement pas la phase finale du championnat d'Europe. Raymond Domenech, le sélectionneur, préfère s'appuyer sur l'expérience de Patrick Vieira au sein du groupe malgré son indisponibilité.
En 2010, il ne fait pas partie de la liste de bleus convoqués pour la coupe du monde en Afrique du Sud.

### Activités entrepreneuriales (depuis 2010)
Mathieu Flamini crée en 2010 en secret une entreprise de biochimie, GF Biochemicals, qu'il contrôle avec son partenaire Pasquale Granata, rencontré alors qu'il jouait au Milan AC. Granata est diplômé de l'Université Bocconi.
GF Biochemicals (pour "Granata-Flamini" et "Green Future") développe l'acide lévulinique, qui peut substituer au pétrole pour créer toutes sortes de dérivés plastiques à partir de déchets de bois ou de résidus de maïs, en masse.
En novembre 2017, le nom de Mathieu Flamini est cité dans l'affaire des Paradise Papers. Selon le journal Le Monde, il aurait reçu l'appui de sociétés offshore proches d'Alicher Ousmanov, actionnaire d'Arsenal, afin de financer GF Biochemicals, et serait actionnaire de plusieurs sociétés-écrans basées à Malte et aux îles Vierges britanniques. Flamini transfère alors le siège de GF Biochemicals aux Pays-Bas, puis en France à Aix-en-Provence.
En 2018, il est nommé Young Global Leader par le Forum économique mondial (World Economic Forum).
La production de l'entreprise se fait aux États-Unis, tandis que la recherche-développement confiée au chimiste Aris de Rijke a lieu aux Pays-Bas.

## Statistiques
| Saison                | Club                   | Championnat           | Championnat | Championnat | Championnat | Coupe(s) nationale(s) | Coupe(s) nationale(s) | Coupe(s) nationale(s) | Compétition(s) continentale(s) | Compétition(s) continentale(s) | Compétition(s) continentale(s) | Compétition(s) continentale(s) | Total | Total | Total |
| Saison                | Club                   | Division              | M.          | B.          | P.d.        | M.                    | B.                    | P.d.                  | Comp.                          | M.                             | B.                             | P.d.                           | M.    | B.    | P.d.  |
| 2003-2004             | Olympique de Marseille | Ligue 1               | 14          | 0           | 0           | 1                     | 0                     | 0                     | C3                             | 9                              | 0                              | 0                              | 24    | 0     | 0     |
| Sous-total            | Sous-total             | Sous-total            | 14          | 0           | 0           | 1                     | 0                     | 0                     | -                              | 9                              | 0                              | 0                              | 24    | 0     | 0     |
| 2004-2005             | Arsenal FC             | Premier League        | 21          | 1           | 2           | 7                     | 0                     | 0                     | C1                             | 4                              | 0                              | 0                              | 32    | 1     | 2     |
| 2005-2006             | Arsenal FC             | Premier League        | 31          | 0           | 3           | 6                     | 0                     | 0                     | C1                             | 12                             | 0                              | 0                              | 49    | 0     | 3     |
| 2006-2007             | Arsenal FC             | Premier League        | 20          | 3           | 2           | 6                     | 0                     | 1                     | C1                             | 6                              | 1                              | 0                              | 32    | 4     | 3     |
| 2007-2008             | Arsenal FC             | Premier League        | 30          | 3           | 2           | 2                     | 0                     | 0                     | C1                             | 8                              | 0                              | 2                              | 40    | 3     | 4     |
| Sous-total            | Sous-total             | Sous-total            | 102         | 7           | 9           | 21                    | 0                     | 1                     | -                              | 30                             | 1                              | 2                              | 153   | 8     | 12    |
| 2008-2009             | AC Milan               | Serie A               | 29          | 0           | 0           | 1                     | 0                     | 0                     | C3                             | 7                              | 0                              | 1                              | 37    | 0     | 1     |
| 2009-2010             | AC Milan               | Serie A               | 25          | 0           | 2           | 2                     | 1                     | 0                     | C1                             | 5                              | 0                              | 0                              | 32    | 1     | 2     |
| 2010-2011             | AC Milan               | Serie A               | 23          | 2           | 0           | 2                     | 0                     | 0                     | C1                             | 5                              | 0                              | 0                              | 30    | 2     | 0     |
| 2011-2012             | AC Milan               | Serie A               | 2           | 1           | 0           | 0                     | 0                     | 0                     | C1                             | 0                              | 0                              | 0                              | 2     | 1     | 0     |
| 2012-2013             | AC Milan               | Serie A               | 18          | 4           | 1           | 1                     | 0                     | 0                     | C1                             | 3                              | 0                              | 0                              | 22    | 4     | 1     |
| Sous-total            | Sous-total             | Sous-total            | 97          | 7           | 3           | 6                     | 1                     | 0                     | -                              | 20                             | 0                              | 0                              | 123   | 8     | 3     |
| 2013-2014             | Arsenal FC             | Premier League        | 27          | 2           | 0           | 3                     | 0                     | 0                     | C1                             | 6                              | 0                              | 0                              | 36    | 2     | 0     |
| 2014-2015             | Arsenal FC             | Premier League        | 23          | 1           | 1           | 3                     | 0                     | 0                     | C1                             | 7                              | 0                              | 0                              | 33    | 1     | 1     |
| 2015-2016             | Arsenal FC             | Premier League        | 16          | 0           | 0           | 4                     | 2                     | 0                     | C1                             | 4                              | 0                              | 0                              | 24    | 2     | 0     |
| Sous-total            | Sous-total             | Sous-total            | 66          | 3           | 1           | 10                    | 2                     | 0                     | -                              | 17                             | 0                              | 0                              | 93    | 5     | 1     |
| 2016-2017             | Crystal Palace         | Premier League        | 10          | 0           | 0           | 3                     | 0                     | 1                     | -                              | -                              | -                              | -                              | 13    | 0     | 1     |
| Sous-total            | Sous-total             | Sous-total            | 10          | 0           | 0           | 3                     | 0                     | 1                     | -                              | -                              | -                              | -                              | 13    | 0     | 1     |
| 2018                  | Getafe CF              | Liga                  | 8           | 0           | 0           | 0                     | 0                     | 0                     | -                              | -                              | -                              | -                              | 8     | 0     | 0     |
| 2018-2019             | Getafe CF              | Liga                  | 10          | 0           | 0           | 3                     | 0                     | 0                     | -                              | -                              | -                              | -                              | 13    | 0     | 0     |
| Sous-total            | Sous-total             | Sous-total            | 18          | 0           | 0           | 3                     | 0                     | 0                     | -                              | -                              | -                              | -                              | 21    | 0     | 0     |
| Total sur la carrière | Total sur la carrière  | Total sur la carrière | 307         | 17          | 13          | 44                    | 3                     | 2                     | -                              | 76                             | 1                              | 2                              | 427   | 21    | 17    |

### Matchs internationaux
| Matchs internationaux de Mathieu Flamini | Matchs internationaux de Mathieu Flamini | Matchs internationaux de Mathieu Flamini | Matchs internationaux de Mathieu Flamini | Matchs internationaux de Mathieu Flamini | Matchs internationaux de Mathieu Flamini | Matchs internationaux de Mathieu Flamini                          |
|                                          | Date                                     | Lieu                                     | Adversaire                               | Résultat                                 | Compétition                              | Notes                                                             |
| ---------------------------------------- | ---------------------------------------- | ---------------------------------------- | ---------------------------------------- | ---------------------------------------- | ---------------------------------------- | ----------------------------------------------------------------- |
| 1.                                       | 16 novembre 2007                         | Stade de France, Saint-Denis, France     | Maroc                                    | 2 - 2                                    | Match amical                             | Entre en jeu à la place de Jérôme Rothen à la 81e minute de jeu.  |
| 2.                                       | 27 mai 2008                              | Stade des Alpes, Grenoble, France        | Équateur                                 | 2 - 0                                    | Match amical                             | Entre en jeu à la place de Djibril Cissé à la 46e minute de jeu.  |
| 3.                                       | 10 septembre 2008                        | Stade de France, Saint-Denis, France     | Serbie                                   | 2 - 1                                    | Éliminatoires mondial 2010               | Entre en jeu à la place de Yoann Gourcuff à la 92e minute de jeu. |

## Palmarès

### En club
Avec  l'Olympique de Marseille, il est finaliste de la Coupe UEFA en 2004 .
Flamini rejoint l'Angleterre en s'engageant en faveur d'Arsenal où il remporte la Coupe d'Angleterre en 2005, 2014 et 2015 et le Community Shield en 2004, 2014 et 2015. Il est finaliste de la Ligue des champions en 2006, vice-champion d'Angleterre en 2005 et 2016 et finaliste de la Coupe de la Ligue en 2007.
Sous les couleurs de l'AC Milan, il est champion d'Italie en 2011, remporte la Supercoupe d'Italie en 2011 et le Trophée Luigi Berlusconi en 2008, 2009 et 2011. Il est Vice-champion d'Italie en 2012.

### En équipe de France
Avec l'équipe de France espoirs, il remporte le Tournoi de Toulon en 2004 et 2005.

## Fortune
En 2018, Challenges estime sa fortune à 200 millions d'euros. Par la suite, il sort du classement des fortunes françaises.
En mars 2018, il dément être le « footballeur le plus riche du monde », après la parution de plusieurs articles évaluant sa fortune, via ses investissements dans GF Biochemicals, à 30 milliards d'euros. L'erreur provient du fait qu'on a confondu sa fortune avec le marché accessible à son produit, qui serait de 30 milliards,.